# Serralta di San Vito
La Serralta di San Vito, conosciuta anche come Serralta o Serra Alta, è una montagna delle Serre calabresi settentrionali, alta 1023 m.s.l.m., situata tra i confini dei territori dei comuni di Cenadi, Polia e San Vito sullo Ionio nei pressi del passo Fossa del Lupo (878) e del confine tra le province di Catanzaro e Vibo Valentia. Sulla sua cima, nel comune di San Vito sullo Ionio, è situato un teleposto dell'Aeronautica Militare.
Nei pressi del monte, sul passo Fossa del Lupo, nasce il torrente Pesipe.